# Фетяска
Фетя́ска, или фетяска белая (рум. fetească alba) — технический (винный) сорт винограда, используемый для производства белых вин в Молдавии, Румынии, Болгарии, Венгрии и на Украине.

## Происхождение
Родина сорта — Румыния и Молдавия.  Этот сорт упоминается в ассортименте молдавских виноградников с середины XVI века. Скорее всего, это самый старый сорт из трёх Фетясок, и именно от него происходят остальные два.
Название происходит от румынского слова fată, что в переводе на русский значит дева, девушка.

## География
Распространён в Молдавии, Румынии, Болгарии, Венгрии и на Украине.

## Основные характеристики
Кусты среднерослые.
Вызревание побегов хорошее.
Листья средние, округлые, сильнорассеченные, пятилопастные, сетчато-морщинистые, снизу слабое паутинистое опушение. Черешковая выемка широко открытая, стрельчатая, с заостренным дном.
Цветок обоеполый.
Грозди средние, цилиндроконические, крылатые, средней плотности.
Ягоды средние, круглые, желтовато-зеленые. Кожица прочная, покрыта слабым восковым налетом. Мякоть сочная.
Сорт раннесреднего периода созревания. Период от начала распускания почек до полной зрелости ягод составляет в среднем 130 дней при сумме активных температур 2600°—2700°С.
Урожайность 90—130 ц/га.
Сорт среднеустойчив против основных грибных болезней. Недостаточно засухоустойчив.

## Применение
Фетяска используется для приготовления столовых и игристых вина. В аромате вина присутствует персик, абрикос, цветы.
Почти все молдавские винодельческие компании в своём ассортименте вин предлагают «Фетяску». В подземном винном городе комбината «Крикова» есть улица с таким названием.

## Синонимы
Леанка, Медхен траубе (Mädchentraube - девичий виноград), Медлайн, Пасаряска, Поама Фетей (Poama Fetei - виноград девичий), Пома пасаряска (Poama pasareasca - виноград птичий), Фетяска алба (Feteasca alba).
Некоторые ампелографы предполагают, что Леанка, это другой сорт винограда, не имеющий отношения к Фетяске альбе. Согласия по этому вопросу пока нет, и в Международном каталоге сортов  VIVC Леанка не отделяется от Фетяски альбы.